# 우르술라 (인어 공주)
우르술라(영어: Ursula)는 월트 디즈니의 28번째 애니메이션 장편 영화 '인어 공주'(1989년)에 등장하는 가공의 디즈니 캐릭터이다. 플롯섬과 젯섬을 부하로 거느리고있다. 본작의 디즈니 빌런이다.